# Hemisphaerius maculatus
Hemisphaerius maculatus är en insektsart som beskrevs av Melichar 1906. Hemisphaerius maculatus ingår i släktet Hemisphaerius och familjen sköldstritar. Inga underarter finns listade i Catalogue of Life.